# Đế quốc Atlantium
Đế quốc Atlantium (tiếng Anh: Empire of Atlantium, tiếng Latinh: Imperium Atlantium) là một vi quốc gia và nhóm vận động hành lang thế tục, đa nguyên tại New South Wales, Australia, được thành lập bởi ba thiếu niên Sydney. Vào năm 2015, nó đã có gần 3.000 "công dân", hầu hết trong số họ đã đăng ký trực tuyến từ hơn 100 quốc gia và chưa bao giờ đến Atlantium.
Atlantium đã được miêu tả vào năm 2006 trên một trang web về vi quốc gia là "một liều thuốc giải độc cho phản ứng tự kích thích của rất nhiều vi quốc gia" và "một thí nghiệm cực kỳ tinh vi của quốc gia, cũng như một yêu sách hoàn toàn nghiêm trọng đối với nhà nước hợp pháp". Cuốn sách về Atlantium ghi chú đặc biệt là "các chính sách tiến bộ, tự do" và mô tả nó như là một "điều nhân văn thế tục không tưởng". Atlantium ủng hộ quyền tự do di chuyển quốc tế không bị hạn chế, quyền phá thai, quyền được hỗ trợ tự tử và cải cách lịch thập phân.

## Lịch sử
Atlantium được thành lập vào năm 1981 bởi ba thiếu niên Sydney - George Francis Cruickshank (còn gọi là George II), Geoffrey John Duggan và Claire Marie Coulter (nhũ danh Duggan). Cả ba tuyên bố vùng Lãnh thổ lâm thời rộng 10 mét vuông (110 mét vuông) ở vùng ngoại ô phía nam Narwee là thủ đô đầu tiên của Atlantium và tuyên bố Cruickshank là Nguyên thủ quốc gia, với tước hiệu "Hoàng đế George II". Geoffrey Duggan được bầu làm Thủ tướng năm 1982, phục vụ cho đến năm 1986. Damian Scott giữ vị trí từ năm 1986 đến 1988 và Kevin Fanucchi trở thành Thủ tướng năm 1988, nhưng đến năm 1990, khi các thành viên ban đầu đã tốt nghiệp đại học và chuyển đến các địa điểm khác nhau, nhóm ngừng hoạt động.
Năm 1999, Cruickshank đã mua một căn hộ ở vùng ngoại ô Sydney Potts Point, và ngay sau khi hồi sinh Atlantium, ra mắt một trang web, là công cụ thu hút thành viên mới. Căn hộ rộng 61 mét vuông (660 sq ft), được biết đến với cái tên Imperium Right, trở thành thủ đô thứ hai của Atlantium. Concordia trở thành thủ đô thứ ba của Atlantium vào ngày 12 tháng 1 năm 2008, khi vùng nông thôn rộng 0,76 km2 (0,29 dặm vuông), cách Sydney khoảng 350 km (220 dặm) về phía tây nam, được tạo ra. Trang web của Atlantium mô tả Aurora là "thủ đô hành chính toàn cầu, đầu mối nghi lễ và quê hương tâm linh" của Atlantium.

## Vị thế và hoạt động
Trang web của Atlantium đã sử dụng một số mô tả tự khác nhau, bao gồm "nhà nước tự tuyên bố độc lập" và "nhà nước có chủ quyền toàn cầu". Phù hợp với tuyên bố là một quốc gia "chủ yếu phi lãnh thổ", Atlantium không duy trì bất kỳ tuyên bố lãnh thổ chính thức nào; tuy nhiên, nó thúc đẩy ý tưởng rằng căn hộ của Cruickshank và Tỉnh Aurora, có vị thế ngoài lãnh thổ; trong thực tế các tài sản này vẫn thuộc thẩm quyền của Úc.
Không một quốc gia có chủ quyền nào đã công nhận yêu sách chủ quyền của Atlantium và nó không có quan hệ ngoại giao đối ứng. Atlantium đã chỉ định "các đại diện ngoại giao không được công nhận" được gọi là "Các vị thần hoàng gia" tại Hoa Kỳ, Pakistan, Ba Lan, Brazil, Ấn Độ, Ý, Iran, Singapore, Serbia và Thụy Sĩ. Nhóm đã trao "Danh dự Hoàng gia" cho nhiều người nhận khác nhau, thường là để công nhận hoạt động chính trị hoặc phục vụ cho cộng đồng địa phương.

## Tiền tệ
Các con tem, tiền xu và tiền giấy đã được bán bởi Atlantium, công ty đã sử dụng hệ thống tiền tệ thập phân 100 centi cho đế quốc. Trang web của Atlantium tuyên bố rằng lợi nhuận từ việc bán hàng đó được sử dụng cho "hoạt động liên tục của Đế chế" cũng như các hoạt động từ thiện.

### Tem
Báo cáo phương tiện truyền thông sớm nhất đề cập đến Atlantium là một bài báo của tạp chí năm 1984 về việc phát hành tem lọ lem. Có 12 con tem Atlantium được in.
| Loạt | Năm  | Mệnh giá | In hình           |
| ---- | ---- | -------- | ----------------- |
| 11   | 2006 | IS 0.50  | Quốc kỳ Atlantium |
| 12   | 2006 | IS 0.50  | George II         |
| 12   | 2006 | IS 2.50  | George II         |

### Tiền xu
Tiền xu của Atlantium đã được đúc, mặc dù mức độ hoạt động kinh tế Atlantium vẫn còn thấp. Đồng xu đầu tiên là đồng xu solidi kỷ niệm 20 năm, có hình giống như George Cruickshank là mặt trái và đại bàng hoàng gia là mặt trái. Năm 2011, một đồng xu 30 solidus đã được phát hành để kỷ niệm 30 năm Atlantium. Đồng xu có hình dáng giống George Cruickshank trên phải và hình đại bàng đuôi nhọn (Aquila audax) ở mặt sau và được đánh bằng đồng niken và mạ vàng 9 cara. 
| Đồng xu kỷ niệm 20 năm thành lập Atlantium (10 Solidi)                                                                                   |
| --- |
| - Đường kính: 38 mm - Độ dày: 4 mm - Khối lượng: 30.5 gram - Năm: 2001 - Xưởng đúc: Xưởng đúc Aquila, Sydney, Úc - Dấu khắc: 529         |
| Đồng xu kỷ niệm 30 năm thành lập Atlantium (30 Solidi)                                                                                   |
| - Đường kính: 38 mm - Độ dày: 4 mm - Khối lượng: 32 gram - Năm: 2011 - Xưởng đức: Xưởng đúc Vidal, A Coruña, Tây Ban Nha - Dấu khắc: 250 |

### Tiền giấy
Tiền giấy của Atlantium được ký hiệu bằng solidi (10, 25, 50 và 100 solidi) và hiện được chia thành một loạt năm 2006 và một loạt năm 2007.
| Loạt | Mệnh giá            |
| ---- | ------------------- |
| 2007 | 10 Imperial Solidi  |
| 2006 | 25 Imperial Solidi  |
| 2006 | 50 Imperial Solidi  |
| 2007 | 100 Imperial Solidi |

## Quyền công dân
Tính đến tháng 10 năm 2015, Atlantium có gần 3.000 công dân đăng ký từ hơn 100 quốc gia. Trang web nêu tên các cá nhân nắm giữ các chức năng như bộ trưởng, giám đốc, pháp sư và hoàng gia. Atlantium cho biết quyền công dân của họ không thay thế quyền công dân hiện có. Atlantium tích cực khuyến khích công dân của mình tham gia vào quá trình chính trị của các quốc gia họ cư trú. Vào cuối năm 2016, Atlantium đã ngừng chấp nhận các yêu cầu về quyền công dân theo một câu trả lời được đăng trên trang Facebook chính thức. Vào ngày 1 tháng 1 năm 2018, quy trình nộp đơn xin công dân đã được mở lại với phí 25 đô la Mỹ.